# Vlag van Geervliet

Vlag van de gemeente Geervliet (1960-1980)

De vlag van Geervliet is op 28 april 1960 bij raadsbesluit vastgesteld als de gemeentevlag van de Zuid-Hollandse gemeente Geervliet. De vlag kan als volgt worden beschreven:
Wit, met langs de broek een blauwe balk, en op het midden van het uitwaaiend gedeelte vier rode schuinkruizen, geplaatst in een vierkant, waarbij de lengte van de blauwe balk gelijk is aan zijn afstand tot de broek, en aan de afstand tussen het midden van de schuinkruizen.
Het witte veld met de blauwe balk is gebaseerd op het gemeentewapen; het blauw verbeeldt de vroegere stroom Bernisse. Aan de oever hiervan ligt een stad met vier poorten, weergegeven door de kruizen. Dit is gebaseerd op het historische feit dat Geervliet vroeger de hoofdplaats was van de heerlijkheid Putten, dat in het wapen Andreaskruizen voerde.
Op 1 januari 1980 werd de gemeente opgeheven. Geervliet kwam onder de nieuw ingestelde gemeente Bernisse te vallen, een ander deel van de gemeente ging op in Spijkenisse. De vlag is daardoor als gemeentevlag komen te vervallen. Op 1 januari 2015 werden Bernisse en Spijkenisse samengevoegd tot de nieuw ingestelde gemeente Nissewaard.

## Verwante afbeeldingen

Het wapen van Geervliet

Alkemade 
· Ameide 
· Ammerstol 
· Arkel 
· Asperen 
· Benthuizen 
· Bergambacht 
· Bergschenhoek 
· Berkel en Rodenrijs 
· Bernisse 
· Binnenmaas 
· Bleiswijk 
· Bleskensgraaf en Hofwegen
· Bodegraven 
· Boskoop
· Brielle 
· Cromstrijen 
· De Lier 
· Delfshaven 
· Dirksland 
· Everdingen 
· Geervliet 
· Giessenburg 
· Giessenlanden
· Goedereede 
· Goudswaard 
· Graafstroom 
· 's-Gravendeel 
· 's-Gravenzande 
· Groot-Ammers
· Hagestein 
· Haastrecht 
· Hazerswoude 
· Heenvliet 
· Heerjansdam 
· Hei- en Boeicop
· Heinenoord
· Hellevoetsluis 
· Hillegersberg
· Jacobswoude
· Kamerik
· Korendijk
· Koudekerk aan den Rijn
· Krimpen aan de Lek
· Langerak
· Leerdam
· Leidschendam
· Leimuiden
· Lexmond
· Liemeer
· Liesveld
· Maasland
· Middelharnis
· Mijnsheerenland
· Moerhuizen
· Moerkapelle
· Molenwaard
· Monster
· Moordrecht
· Naaldwijk
· Nederlek
· Nieuw-Beijerland
· Nieuwerkerk aan den IJssel
· Nieuw-Lekkerland
· Nieuwpoort
· Nieuwveen
· Noordwijkerhout
· Nootdorp
· Numansdorp
· Oostflakkee
· Oostvoorne
· Oud-Alblas
· Oud-Beijerland 
· Oude-Tonge 
· Oudenhoorn 
· Ouderkerk 
· Ouderkerk aan den IJssel
· Overschie
· Piershil 
· Pijnacker 
· Poortugaal 
· Puttershoek 
· Reeuwijk 
· Rhoon 
· Rijnsaterwoude 
· Rijnsburg 
· Rijnwoude 
· Rockanje 
· Rozenburg 
· Sassenheim 
· Schelluinen 
· Schipluiden 
· Schoonhoven 
· Schoonrewoerd 
· Sommelsdijk 
· Spijkenisse 
· Streefkerk 
· Strijen 
· Ter Aar 
· Valkenburg 
· Vianen 
· Vierpolders 
· Vlist 
· Voorburg 
· Voorhout 
· Warmond 
· Wateringen 
· Westmaas 
· Westvoorne 
· Woerden 
· Woubrugge 
· Zederik 
· Zevenhoven 
· Zevenhuizen 
· Zevenhuizen-Moerkapelle 
· Zuid-Beijerland 
· Zuidland 
· Zwammerdam 
· Zwartewaal